# St. Ulrich (Sankt Peter-Ording)

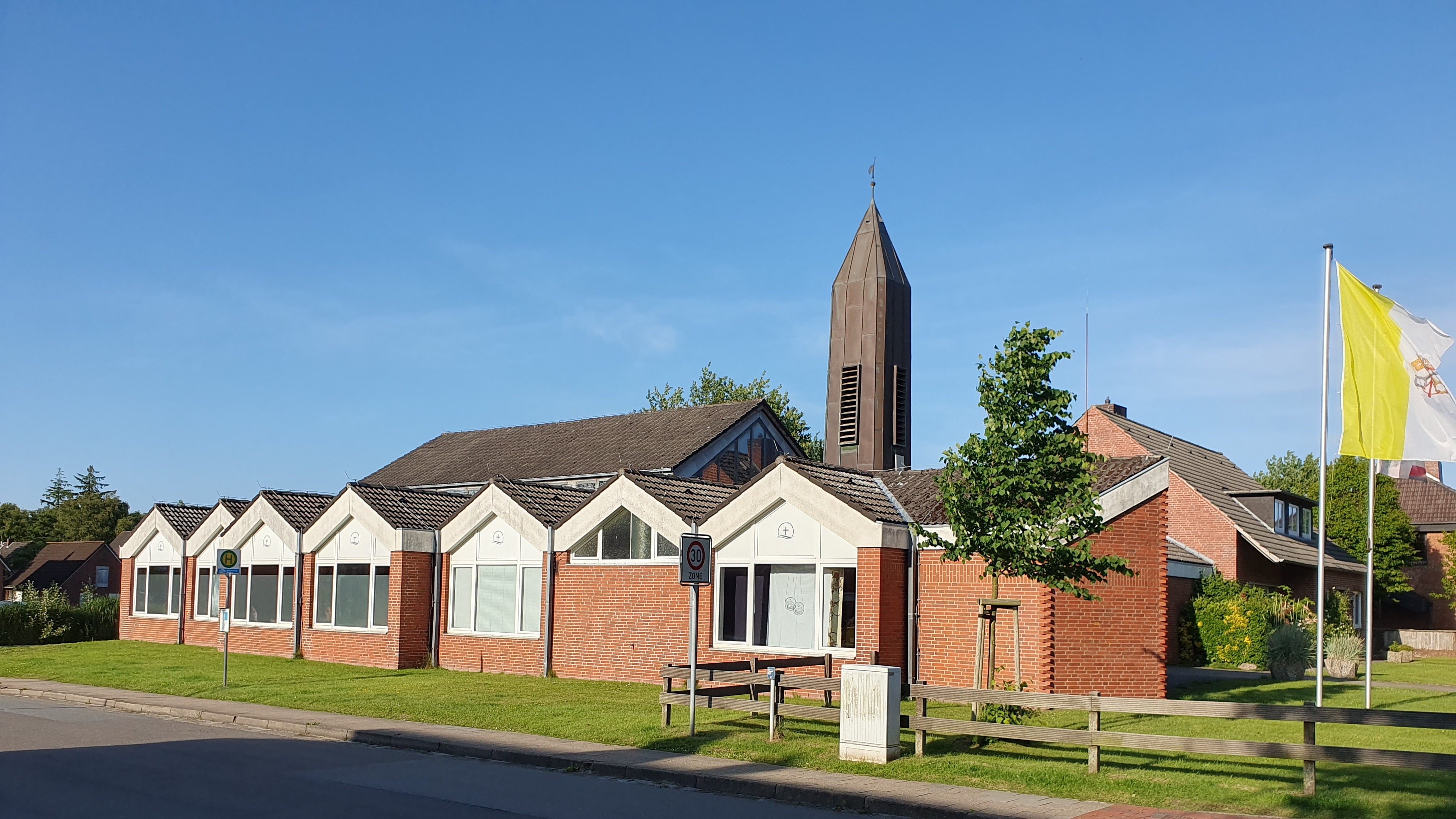
Südwestansicht von St. Ulrich an der Ecke Badallee und Deichgrafenweg

St. Ulrich ist eine römisch-katholische Pfarrkirche in Sankt Peter-Ording. Das Patrozinium der Kirche ist der heilige Ulrich von Augsburg. Es ist die nördlichste Kirche mit diesem Patrozinium.
Die Gottesdienstgemeinschaft ist durch die vielen Zweitwohnungbesitzer und Urlauber geprägt.

## Geschichte
Die Kirchweihe von St. Ulrich fand am 27. Oktober 1957 statt. 1977 wurde die Kirche erweitert und Pfingsten 1979 von Josef Stimpfle in Anwesenheit von Gerhard Stoltenberg, Ministerpräsident von Schleswig-Holstein wiedereröffnet.
Am 28. Februar 2021 fusionierte die Pfarrei St. Ulrich mit den Pfarreien St. Knud in Husum und St. Christophorus in Westerland zu neuen Pfarrei St. Knud mit insgesamt zehn Kirchen, darunter die St.-Knud-Kirche in Friedrichstadt.

## Ausstattung

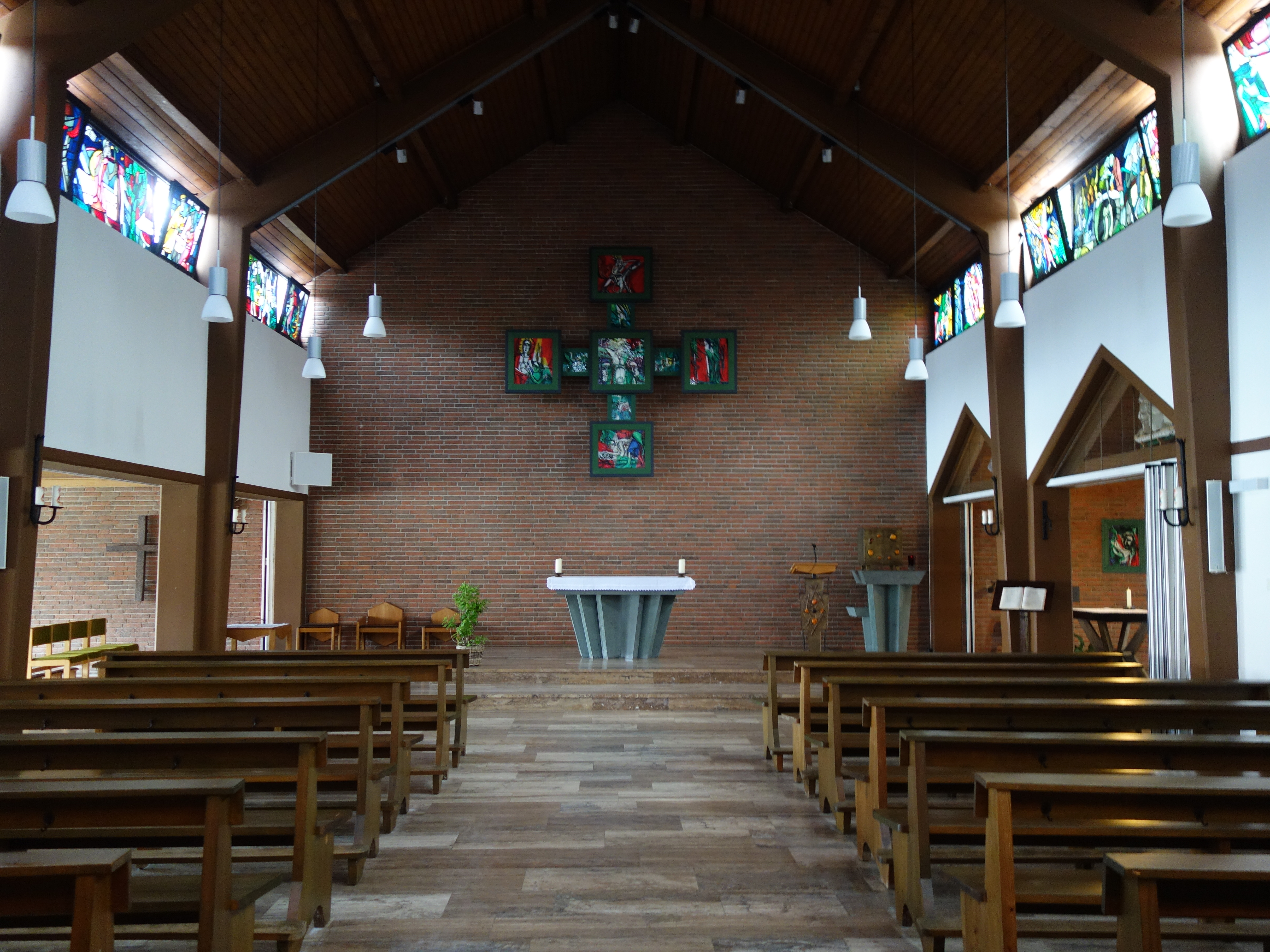
Nördlicher Innenraum

Die Kirche ist im Innenraum durch die bunten Glasfenster, die verschiedene Szenen der Bibel darstellen, von Erich Schickling geprägt, die in Regensburger Glaskunstanstalten Alfred Schwarzmayr 1979 und 1980 hergestellt wurden. Von Schickling stammt auch das große Kreuz im Altarraum. Für die Gestaltung von Tabernakel und Ambo wurden Bernsteine verwendet, die teilweise aus der Gegend stammen. Im Eingangsbereich ist eine Reproduktion einer romanischen Ulrichstatue aufgestellt, deren Original sich im Augsburger Dom befindet.